# Sefer ha-Bahir
Bahir oder Sefer Ha-Bahir סֵפֶר הַבָּהִיר (hebräisch, „Buch des (hellen) Glanzes“) ist ein anonymes Werk der jüdischen Mystik (Kabbala), das pseudepigraphisch dem Tannaiten Nechonja ben ha-Qana, einem Zeitgenossen des Jochanan ben Sakkai, zugeschrieben wird. Diese Zuschreibung basiert auf den Anfangsworten des Buches: „R. Nechunja ben ha-Qana sagte“. Es ist auch bekannt als Midrasch des Rabbi Nechunja ben ha-Qana מִדְרָשׁ רַבִּי נְחוּנְיָא בֶּן הַקָּנָה.
Das Buch Bahir wurde erstmals im 12. Jahrhundert in Südfrankreich veröffentlicht. Historiker vermuten als Autor Rabbi Jitzchaq Saggi Nehor, der auch bekannt ist als Isaak der Blinde. Gegen dessen Verfasserschaft spricht allerdings, dass der Ausdruck Ejn Sof („das Unendliche“) als Gottesbezeichnung nicht im Bahir vorkommt, obwohl diese Bezeichnung im Werk von Isaak dem Blinden zu finden ist.

## Titel
Nachmanides zitiert als einer der ersten in seinem Kommentar zur Tora (1. Buch Mose 1) das Sefer ha-Bahir unter dem Titel Midrasch R. Nechunja ben ha-Qana mit dem Eröffnungssatz „R. Nechunja ben ha-Qana sagte“.
Unter mittelalterlichen Kabbalisten wurde das Werk bekannt unter dem Namen Sefer ha-Bahir. Dieser Ausdruck wurde aus dem Eröffnungsteil genommen: Ein Vers sagt: „Und jetzt sieht man das Licht nicht, welches leuchtet („bahir“) am Himmel“ Hi 37,21 .

## Autorschaft
Kabbalisten sehen in R. Nechunja, einem Rabbiner aus der Zeit der Mischna, der um das Jahr 100 lebte, den Autor des Sefer ha-Bahir. Mittelalterliche Kabbalisten berichten, dass das Sefer ha-Bahir ihnen nicht als einheitliches Buch vorlag, sondern in einzelnen Teilen, welche sie zerstreut in Rollen und Büchlein fanden. Der zerstückelte und gebrochene Charakter der Texte des Sefer ha-Bahir unterstützt diese Vermutung. So wird manchmal eine Diskussion in der Mitte eines Satzes abgebrochen oder plötzlich von einem zum nächsten Thema gesprungen.
Die historisch-kritische Forschung plädiert für eine spätere Datierung hinsichtlich der Komposition des Sefer ha-Bahir. Manche Forscher glauben, dass es im 13. Jahrhundert von Isaak dem Blinden geschrieben wurde oder aus seiner Schule stammt. Da ihrer Meinung nach der erste Satz, „Und jetzt sieht man das Licht nicht, welches leuchtet („bahir“) am Himmel“ (Hi 37,21 ) für sich allein ohne Verbindung zu den folgenden steht, sehen sie in ihm eine Anspielung auf die Blindheit des Autors. Moderne Erforscher der Kabbala vermuten, dass zumindest Teile des Sefer ha-Bahir eine Aufnahme des älteren Werkes Sefer Raza Rabba sind. Dieses ältere Buch wird in einigen Werken der Geonim genannt, jedoch existiert keine vollständige Abschrift des Sefer Raza Rabba. Dennoch können Zitate aus diesem Werk in manchen alten Schriften gefunden werden.
Viele Kabbala-Forscher sind der Überzeugung, dass das Sefer ha-Bahir gnostische Elemente zu seinem Vorgängerwerk hinzufügte. Einer der wichtigsten Diskussionspunkte der modernen Forschung ist die Frage, wie viel gnostisches Gedankengut die Kabbala beeinflusst hat. Mehr zu dieser Diskussion kann in den Werken von Gershom Scholem und Moshe Idel gefunden werden.
Es gibt eine gewisse Affinität zwischen der Symbolsprache des Sefer ha-Bahir auf der einen Seite, und den gnostischen Spekulationen über die Äonen auf der anderen. Eine grundsätzliche Frage bei der Erforschung dieses Werkes ist, ob diese Affinität zurückgeht auf eine bis jetzt noch unbekannte historische Verbindung zwischen Gnostizismus aus der Zeit von Mischna und Talmud und den Quellen, welche für das Sefer ha-Bahir benutzt wurden.

## Publikationsgeschichte
- Kabbalisten glauben, dass die mündliche Überlieferung des Sefer ha-Bahir auf das 1. Jh. zurückgeht und halten es für möglich, dass es schon vor der ersten Veröffentlichung im 12. Jh. geheime Handschriften gegeben hat.
- 1174 – Sefer ha-Bahir wird in einer Kabbalistenschule der Provence als Manuskript veröffentlicht und einer eingeschränkten Leserschaft zur Verfügung gestellt.
- 1331 – Der früheste Kommentar zum Sefer ha-Bahir wird von Rabbi Meir ben Schalom Abi-Sahula geschrieben, einem Schüler von Rabbi Schlomo ben Avraham Aderet (Rashba), dieser Kommentar wird anonym unter dem Titel Or ha-Ganus veröffentlicht.
- Am Ende des 15. Jh. – Das Sefer ha-Bahir wird von Flavius Mitridates ins Lateinische übersetzt, seine Übersetzung ist zwar wortreich, aber nicht besonders genau.
- 1651 – Das Sefer ha-Bahir wird in Amsterdam zusammen mit Majin ha-Chochma das erste Mal in gedruckter Form veröffentlicht.
- 1706 – Das Sefer ha-Bahir wird in Berlin zusammen mit Majin ha-Chochma veröffentlicht.
- 1784 – Das Sefer ha-Bahir wird in Sklav und Korets veröffentlicht.
- 1800 – Das Sefer ha-Bahir wird in Lemberg veröffentlicht.
- 1830 – Das Sefer ha-Bahir wird in Lemberg veröffentlicht.
- 1849 – Das Sefer ha-Bahir wird an einem unbekannten Ort als Teil von Chamischa Chumsche Kabbala veröffentlicht.
- 1865 – Das Sefer ha-Bahir wird in Lemberg veröffentlicht.
- 1883 – Das Sefer ha-Bahir wird in Vilnius veröffentlicht.
- 1913 – Das Sefer ha-Bahir wird in Vilnius veröffentlicht.
- 1923 – Eine deutsche Übersetzung wird von Gershom Scholem veröffentlicht, der 1922 zu diesem Thema promoviert hatte[2].
- 1951 – Das Sefer ha-Bahir wird in Jerusalem veröffentlicht.
- 1979 – Eine englische Übersetzung wird veröffentlicht.
- 1980 – Eine lateinische Übersetzung (Guillaume Postels) wird von Francois Secret veröffentlicht.
- 1983 – Eine französische Übersetzung (Joseph Gottfarstein) wird veröffentlicht.
- 1994 – Der hebräische Text wird anhand der Handschriften von Daniel Abrams veröffentlicht.
- 2005 – Die lateinische Übersetzung von Flavius Mithridates wird zusammen mit einer kritischen Edition des hebräischen Textes von Saverio Campanini veröffentlicht.

## Inhalt
Das Sefer ha-Bahir besteht aus fünf Sektionen, welche unterteilt sind in 200 kurze Paragraphen. Es hat die Form eines exegetischen Midrasch im typischen Frage-Antwort-Stil als Dialog zwischen Schülern und Meister. Die Hauptpersonen sind R. Amora (oder Amorai), und R. Rahamai (oder Rehumai). Manche Aussagen des Buches sind R. Berechiah, R. Johanan, R. Bun zugerechnet, Rabbiner, die in späteren Midraschim erwähnt werden.
Das Sefer ha-Bahir beinhaltet Kommentare, welche die mystische Bedeutung von biblischen Versen erklären. Dabei geht es vor allem um die ersten Kapitel des Buches Bereschith (1. Buch Mose), also um das Grundverhältnis zwischen Gott und Welt. Dieses wird auch durch viele weitere Zitate aus der Tora und deren Auslegung beleuchtet. Daneben wird die Form der hebräischen Buchstaben und ihre Vokalisierung erläutert. Auch Aussagen des Sefer Jezirah (‚Buch der Schöpfung‘) werden aufgenommen und interpretiert.
Das Sefer ha-Bahir ist reich an Gleichnissen, in denen vor allem die Figur eines Königs im Mittelpunkt steht, mit deren Hilfe das Wesen und das Handeln Gottes illustriert wird.

### Abteilungen
Sektion 1 (§ 1–16) beinhaltet Kommentare zu den ersten Versen des Buches Bereschith (1. Buch Mose) und allgemeines über die Schöpfungserzählung.
Sektion 2 (§ 17–44) spricht über das Aleph-Beth (das hebräische Alphabet) und erhält ihre Inspiration vom Sefer Jezirah, welches die Schöpfung-Buchstaben mit der in der Tora überall präsenten Mystik verbindet.
Sektion 3 (§ 45–122) beinhaltet die sieben Stimmen und die Sefirot.
Sektion 4 (§ 124–193) wird gruppiert durch die Titel der zehn Sefirot.
Sektion 5 (§ 193–200) schließt die Argumentation ab und nennt die Mysterien der Seele.

### Sefirot
Das hebräische Wort Sefirot wurde zuerst im Sefer Jezirah verbunden mit den Ziffern von 1 bis 10 genannt und hatte dort noch nicht die Bedeutung, die spätere Kabbalisten ihm gegeben haben. Erst im Sefer ha-Bahir findet man die erste Diskussion über das kabbalistische Konzept der Sefirot als göttliche Attribute oder Kräfte des emanierten Gottes.

### Die Schöpfung
Die Welt ist, nach dem Sefer ha-Bahir, nicht Produkt eines Schöpfungsaktes. So wie Gott existiert dieses Buch schon seit aller Ewigkeit, nicht nur in Potenz, sondern auch in Aktualität. Die Schöpfung besteht zumeist aus der Erscheinung, die aus der ersten Sefira, Or ha-Ganus oder, wie sie auch genannt wird: Keter Eljon, aus Gott hervorgeht.
Diese Sefira gebar die Chochma (Weisheit), von welcher die Bina (Intelligenz) emanierte. Von diesen dreien, den obersten Sefirot, und von den ersten Prinzipien des Universums emanierten, eine nach der anderen, die sieben unteren Sefirot. Aus diesen wiederum ist alles materielle Sein geformt. Die zehn Sefirot sind jeweils miteinander verbunden, und jede einzelne hat einen aktiven und einen passiven Teil im Prozess des Bekommens und des Weitergebens der Emanierungen. Der Ausfluss der einen Sefira in die andere wird symbolisiert durch die Form der Buchstaben des hebräischen Alphabets. So repräsentiert das Gimel (ג), geformt wie ein Rohr mit Öffnungen an jedem Ende, die Sefira, welche Stärke von der einen Seite bekommt und an die andere weitergibt. Die zehn Sefirot sind die Energie Gottes, die Form in der sein Sein sich manifestiert.

### Reinkarnation
Das Sefer ha-Bahir übernimmt die Vorstellung von Reinkarnation, um die Theodizee zu lösen: „Der Gerechte war möglicherweise in seinem vorherigen Leben böse und der Böse gerecht.“

## Ausgaben und Kommentare
- Eines der besterhaltenen Manuskripte der ursprünglichen Form des Sefer ha-Bahir wurde 1331 von Meir ben Solomon Abi-Sahula geschrieben; sein Kommentar zum Sefer ha-Bahir wurde anonym unter dem Namen Or ha-Ganus (‚Das verborgene Licht‘) veröffentlicht.
- Sefer ha-Bahir wurde von Gershom Scholem im Rahmen seiner Ende Januar 1922 abgeschlossenen Dissertation[3] ins Deutsche übersetzt. Scholem nutzte dabei Pico della Mirandolas Ausgabe von 1486. Die Übersetzung erschien 1969 in Neuauflage: Das Buch Bahir. Ein Schriftdenkmal aus der Frühzeit der Kabbala auf Grund der kritischen Neuausgabe von Gerhard Scholem. Reihe ‚Quellen und Forschungen zur Geschichte der jüdischen Mystik‘, hrsg. von Robert Eisler, Drugulin-Vlg., Leipzig 1923. Neuausgabe Wissenschaftliche Buchgesellschaft, Darmstadt 1969; 4. Aufl. 1989, ISBN 3-534-05049-5
- Eine Übersetzung ins Englische wurde von Aryeh Kaplan vorgenommen.
- Eine kritische Ausgabe hat Saverio Campanini herausgegeben: The Book of Bahir. Flavius Mithridates' Latin Translation, the Hebrew Text, and an English Version, edited by Saverio Campanini with a Foreword by Giulio Busi, Torino, Nino Aragno Editore 2005, ISBN 88-8419-239-0.

Dazu siehe auch:
- G. Busi, S. M. Bondoni, S. Campanini (Hrsg.): The Great Parchment: Flavius Mithridates’ Latin Translation, the Hebrew Text, and an English Version; Biblioteca cabbalistica di G. P. della Mirandola, 1; Turin: Nino Aragno, 2004; ISBN 88-8419-189-0.